# Harry Leurink
Harry Leurink (Gorssel, 2 oktober 1960) is een Nederlandse beeldhouwer en houtsnijder.

## Leven en werk
Leurink studeerde beeldhouwen aan de kunstacademie van 's-Hertogenbosch van 1979 tot 1982 bij onder anderen Cornelius Rogge en Pjotr Müller.
Na zijn studie hield hij zich eerst voornamelijk bezig met muziek maken in de Randstad en speelde hij in obscure bandjes als de Goudhaantjes en Swahilibillies. Begin jaren 90 verhuisde Leurink, moe van het hectische stadsleven, naar het bosrijke Gelderland, waar hij ging werken als bosarbeider/boswachter bij Vereniging Natuurmonumenten. Daar begon hij met houtsnijden.
Leurink baseert zijn houtsnijwerken op een interactie tussen ambachtelijk realisme en de vervorming daarvan door de natuur. Zijn eerste werken waren vooral opdrachten voor landschapbeheerders als Staatsbosbeheer en Natuurmonumenten. Later maakte hij ook steeds vaker beeldhouwwerk voor bedrijven en particulieren.
Sinds 2010 specialiseert hij zich in borstbeelden en portretbustes. Zijn huidige beelden zijn vooral gesneden houten portretten, borstbeelden die zich qua gelijkenisniveau en expressie makkelijk kunnen meten met iedere bronzen (geboetseerde) portretbuste. In het openbaar opgestelde werken zijn te zien in de bossen bij Ermelo en Putten (Solse Gat, bij Drie), bij diverse terreinen van Natuurmonumenten, waterschappen en op begraafplaatsen zoals De Nieuwe Ooster in Amsterdam.

## Fotogalerij

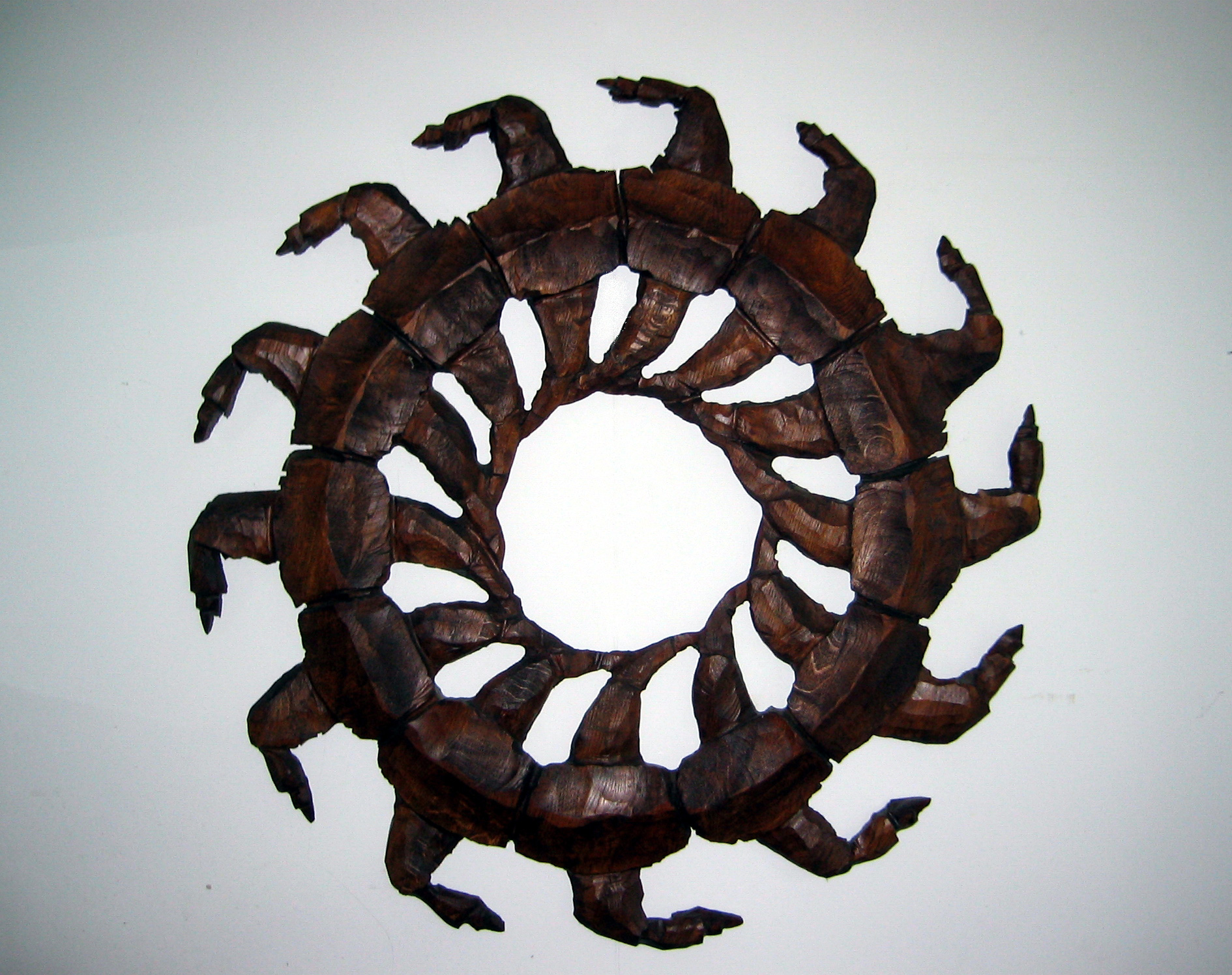
Duizendpoot, 2004, inlands eiken.
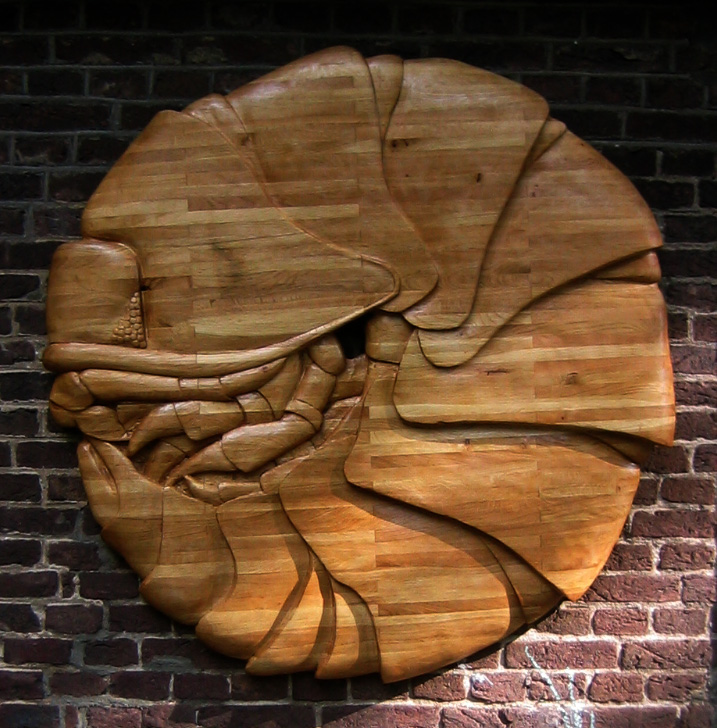
Pissebed, 2005, eiken.
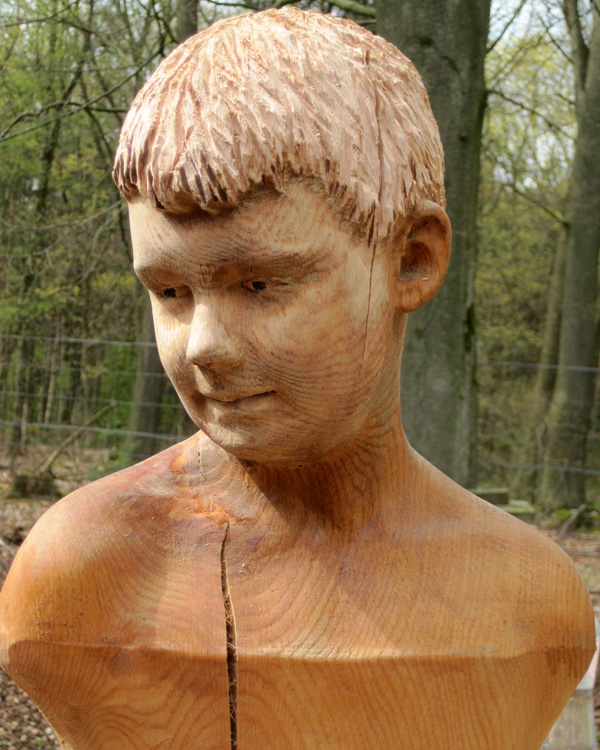
Jamie, 1980, Amerikaans eiken.
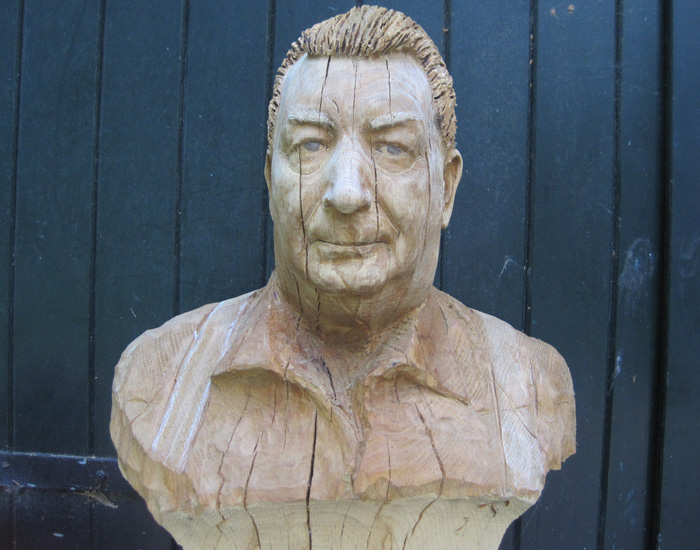
Antoon, 2011, inlands eiken.
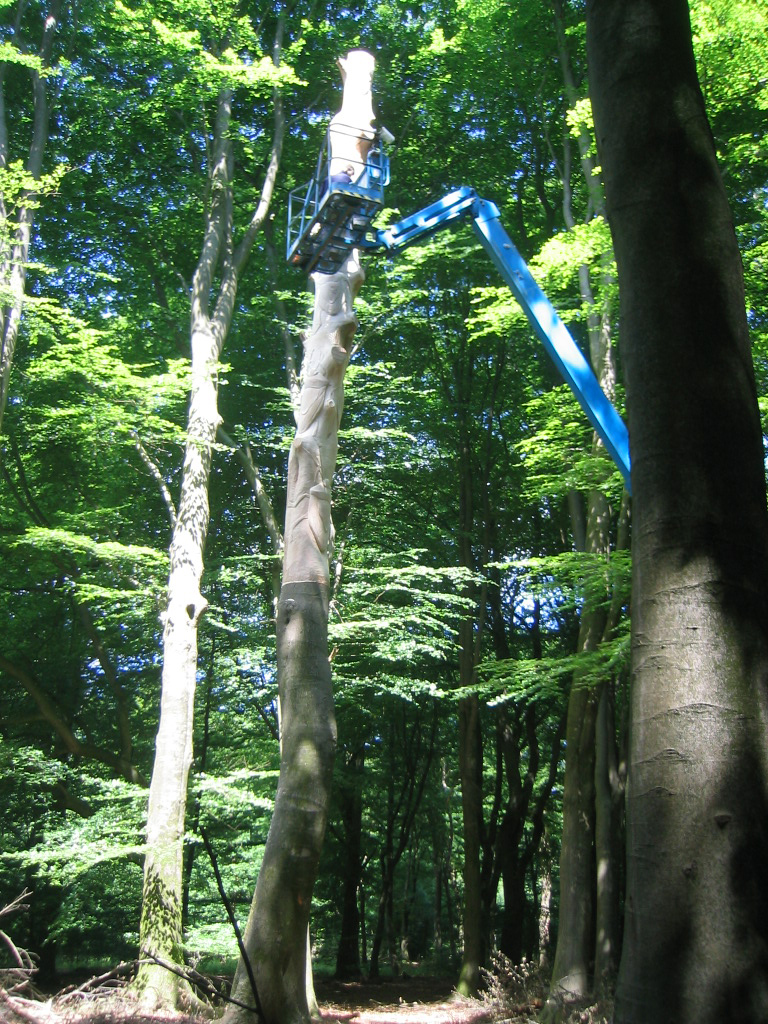
Onderdeel van insectenroute Staatsbosbeheer, 2009.